# Gov.br
gov.br é a plataforma digital de relacionamento do cidadão com o Governo Federal do Brasil que passou a funcionar no dia 31 de julho de 2019. Foi instituído via decreto presidencial, no dia 11 de abril de 2019, constando o dia 31 de dezembro de 2020 como data final para que todos os órgãos e entidades da administração pública federal transfiram seus endereços eletrônicos para a plataforma única.

## História
O presidente da república Jair Bolsonaro assinou na cerimônia de 100 dias de governo o decreto 9.756/2019, publicado no dia 11 de abril de 2019, visando unificar os sites federais do governo em uma só plataforma, simplificando o acesso público aos serviços oferecidos online.
No dia 31 de julho de 2019, a primeira etapa do processo de mudança dos 1.600 sites do governo federal começou a valer. Os três primeiros portais transferidos ao domínio gov.br foram o do Governo do Brasil, Palácio do Planalto e portal Serviços.
O governo prevê gastar 43 milhões de reais com a unificação dos portais, porém estima uma economia anual de 100 milhões de reais com a manutenção separada de milhares de sites.
Por meio deste decreto, os nomes de domínios sob a categoria .gov.br passaram a possuir uma restrição maior para registro e aceitação de novos domínios, pois tal decreto prevê que a Secretaria de Governo Digital da Secretaria Especial de Desburocratização, Gestão e Governo Digital do Ministério da Economia, fará a coordenação dos registros de domínios. gov.br, que antes eram coordenados por meio do Ministério do Planejamento com auxílio do NIC.br.
Em 4 de março de 2024, o aplicativo gov.br foi anunciado como o segundo mais baixado no Brasil, com mais de 5 milhões de downloads, de acordo com uma pesquisa realizada em fevereiro.

## Login unificado
Com a mudança, os usuários dos serviços oferecidos pelos sites e aplicativos do governo passaram a realizar a autenticação de entrada por meio de um login único. É necessário fazer um cadastro, utilizando o número do CPF e outros dados pessoais, além de criar uma senha de 8 a 70 caracteres, contendo letras maiúsculas e minúsculas, números e caracteres especiais.
O cadastro também pode ser feito por meio do acesso à uma conta bancária em alguns dos principais bancos do país, que fornecem alguns dados para verificação do cadastro.
A conta de usuário tem uma divisão de segurança em três níveis (bronze, prata e ouro), que limita os recursos a serem acessados pelo cidadão. Para aumentar o nível de segurança da conta, o usuário pode realizar uma verificação via biometria facial, que consulta a identificação com base na foto presente no banco de dados da Justiça Eleitoral ou do Denatran, ou também via acesso por login no Internet Banking dos bancos cadastrados.

O login unificado do serviço gov.br pode ser utilizado para serviços da Receita Federal, acesso à documentos como a Carteira de Trabalho Digital, Carteira Digital de Trânsito, além de aplicativos como o ConecteSUS, que registra os dados de vacinação e fornece a Carteira Nacional de Vacinação contra a COVID-19.